# Haworthia parksiana
Haworthia parksiana är en grästrädsväxtart som beskrevs av Karl von Poellnitz. Haworthia parksiana ingår i släktet Haworthia och familjen grästrädsväxter. Inga underarter finns listade i Catalogue of Life.